# 僕等のダイアリー
「僕等のダイアリー」（ぼくらのダイアリー）は、H2Oの2枚目のシングル。1980年11月4日発売。発売元はKitty Records（現・ユニバーサルミュージック）。

## 解説
フジテレビで放送されたテレビドラマ『翔んだカップル』のエンディングテーマに起用された。

## 収録曲
1. 僕等のダイアリー
作詞:来生えつこ、作曲：来生たかお、編曲:星勝
2. ジョバンニ
作詞:島武実、作曲：赤塩正樹、編曲:穂口雄右